# Априори алгоритам
Многи од алгоритама за проналажење шаблона као што су стабла одлучивања, правила одлучивања и кластеровање који се често користе за истраживање података су произведени за машинско учење. Истраживање честих шаблона и правила асоцијације су једни од пар изузетака у овој традицији. Његово увођење убрзало је истраживање података и његов утицај је огроман. Априори алгоритам први пут је описан у и користи се за проналажење правила придруживања анализирањем трансакција. Представљa класичан, врло користан алгоритам за откривање правила асоцијације.
Априори својство
Ако дати скуп није велики скуп, тада нити један његов надскуп не може бити велики скуп.
Априори принцип је заснован на својству антимонотоности за support меру
{\displaystyle \forall X,Y:(X\subseteq Y)\Rightarrow s(X)\geq s(Y)}

## Примена
У пракси, подаци су углавном сирови и вероватноћa проналажења правила у таквом скупу је веома ниска. Истраживање правила може да се изведе неколико пута, сваки пут са различитим параметрима, како би се повећала вероватноћa наласка одговарајућих, нетривијалних правила. To је домен, где је једноставност и лакоћa генерисања огромног скупа правила Априори алгоритма, готово непобедива. Потрага за специфичним правилима, не треба увек да иде у дубину, из тог разлога, што би даљим спецификовањем само правило изгубило на значају и постало тривијално.
Првим проласком кроз базу, пребројава се свака појава појединог елемента, како бисмо открили све велике 1-itemsetove L1 (frequent itemsets). У другој итерацији парови елемената из скупа L1, постају кандидати, тачније елементи скупа кандидата C2. Пролазећи кроз базу, утврђујемо значај сваког елемента из C2, сви они елементи чији је значај већи од минималног постају елементи скупа L2. Тако се за сваки следећи корак, нпр. корак k, може рећи да се састоји од две фазе:
- У првој фази се велики itemset Lk-1 (који је пронађен у k-1 кораку) користи за стварање скупа кандидата Ck, користећи apriori-gen функцију.

- У другој фази се утврђује значај сваког појединог кандидата из скупа кандидата Ck. Они кандидати који имају значај већи од минималног, и чији се сви подскупови налазе у Lk-1, постају елементи скупа Lk.

Априори алгоритам изводимо у онолико корака колико нам је потребно (a то је одређено са параметром који дефинише максималну даљину правила K), или док itemset Lk не постане празан скуп. На крају кад су пронађени сви велики itemsetovi од њих се формирају правила и то тако да се у обзир узимају само правила чија је поузданост већа од минималне.

### Псеудокод
Логички се apriori алгоритам може написати у псеудокоду:
```
 1  L1  = {large 1-itemsets};
 2  
for
 ( k = 2; Lk-1 ≠ 0; k++ ) 
do
 begin
 3    Ck  = 
apriori-gen
(Lk-1); // нови кандидати
 4    
forall
 transactions t  D 
do
 begin 
 5        Ct  = subset(Ck, t); // кандидати садржани у t 
 6             
forall
 candidates c ∈ Ct  
do

 7                       c.count++;
 8        
end

 9  Lk = {c ∈ Ck  ∈ c.count ≥ minsup}
 10 L1  = {large 1-itemsets};
 11 Answer = 

  

    

      

        

          
⋃

          

            
k

          

        

        
L

        
k

      

    

    
{\displaystyle \bigcup _{k}Lk}

  

;
```

Lk - представља скуп великих k-itemsetova, Ck - представља скуп кандидата k-itemset.
Функција apriori-gen служи за откривање кандидата. Њен аргумент је Lk-1, скуп свих великих (k-1)-itemsetova, a као резултат добијемо скуп кандидата Ck, величине k. Функција се састоји од два корака: "join step" (корак уједињавања) i "prune step" (корак прочишћавања).
У првом кораку спајамо елементе скупа Lk-1 са циљем добијања скупа кандидата Ck. Овај корак се може описати како проналажење свих парова {U,V} где су U и V из Lk-1 таквих да је њихова унија има даљину k. Комплексност овог корака је у најгорем случају {\displaystyle O(|L_{k-1}|^{3})} гдје је {\displaystyle |L_{k-1}|} број великих itemsetova величине к-1. Но у пракси та сложеност је најчешћe линеарна с обзиром на број великих itemsetova у сваком кораку.
У другом кораку прочишћавамо скуп кандидата Ck на начин да бришемо све оне кандидате c из Ck чији се неки од подскупа величине (к-1) не налази у Lk-1.
Пример за apriori-gen функцију:
Нека је {\displaystyle L3=\{\{123\},\{124\},\{134\},\{135\},\{234\}\}}
Након "join step" скуп кандидата је {\displaystyle C_{4}=\{\{1234\},\{1345\}\}}.
У следећем кораку добијамо за {\displaystyle c_{1}=\{1234\}}, скуп његових (к-1) подскупова {\displaystyle s_{1}=\{\{123\},\{124\},\{134\},\{234\}\}} a за {\displaystyle c_{2}=\{1345\}}, скуп његових (к-1) подскупова је {\displaystyle s_{2}=\{\{134\},\{135\},\{145\},\{345\}\}}. Како се скупови {\displaystyle \{345\}} и {\displaystyle \{145\}} не налазе у {\displaystyle L_{3}}, {\displaystyle c_{2}} ћемо избацити из {\displaystyle C_{4}} и као коначно решење apriori-gen функције добићемо {\displaystyle C_{4}=\{\{1234\}\}}.
Последњи корак алгоритма, кад су пронађени је да се у обзир узму само она правила чија је поузданост већа од задане вредности.
Значај кандидата из скупа Ck се одређује тако што се преброји колико трансакција садржи те кандидате. Значај појединог кандидата можемо одредити једноставним начином: пролазећи кроз базу како би за сваку трансакцију утврдили садржи ли она тај кандидат, што с обзиром да се врло често ради o великом броју трансакција и могућих кандидата овај начин чини јако спорим и стога неупотребљивим. Због тога се користе разни трикови који убрзавају проналажење кандидата који имају значај већи од заданог примера организовањем кандидата у структуре сличне стаблима који се онда брже могу претраживати.

### Имплементација у Јави
```
     
1
	

     
2
	

     
3
	 
// Fajlovi:

     
4
	 
// Neophodni ulazni fajlovi:

     
5
	 
//      1. config.txt - tri linije, svaka linija na ulazu sadrzi ceo broj

     
6
	 
//          linija 1 - broj stavki po transakciji

     
7
	 
//          linija 2 - broj transakcija

     
8
	 
//          linija 3 - minsup

     
9
	 
//      2. transa.txt - transakcioni fajl, svaka linija predstavlja transakciju, stavke su razdvojene belinama

    
10
	 

    
11
	

    
12
	
package
 
apriori
;

    
13
	
import
 
java.io.*
;

    
14
	
import
 
java.util.*
;

    
15
	

    
16
	
public
 
class
 
Apriori
 
{

    
17
	

    
18
	    
public
 
static
 
void
 
main
(
String
[]
 
args
)
 
{

    
19
	        
AprioriCalculation
 
ap
 
=
 
new
 
AprioriCalculation
;

    
20
	

    
21
	        
ap
.
aprioriProcess
;

    
22
	    
}

    
23
	
}

    
24
	
//*****************************************************************************

    
25
	
// Ime klase   : AprioriCalculation

    
26
	
// Namena      : generise Apriori skup stavki

    
27
	
//*****************************************************************************/

    
28
	
class
 
AprioriCalculation

    
29
	
{

    
30
	    
Vector
<
String
>
 
candidates
=
new
 
Vector
<
String
>
;
 
//trenutni kandidati

    
31
	    
String
 
configFile
=
"config.txt"
;
 
//konfiguracioni fajl

    
32
	    
String
 
transaFile
=
"transa.txt"
;
 
//transakcioni fajl

    
33
	    
String
 
outputFile
=
"apriori-output.txt"
;
//izlazni fajl

    
34
	    
int
 
numItems
;
 
//broj stavki po transakciji

    
35
	    
int
 
numTransactions
;
 
//broj transakcija

    
36
	    
double
 
minSup
;
 
//minimalna podrska za ceste skupove stavki

    
37
	    
String
 
oneVal
[]
;
 
//niz vrednosti po kolonama koje ce biti trenirane kao '1'

    
38
	    
String
 
itemSep
 
=
 
" "
;
 
//belina predstavlja separator za vrednosti stavki u bazi

    
39
	

    
40
	    
//************************************************************************

    
41
	    
// Ime metode  : aprioriProcess

    
42
	    
// Namena      : Generise apriori skup stavki

    
43
	    
// Parametri   : Nema

    
44
	    
// Vraca       : Nema

    
45
	    
//************************************************************************

    
46
	    
public
 
void
 
aprioriProcess


    
47
	    
{

    
48
	        
Date
 
d
;
 
//datum objekat za vremenske namene

    
49
	        
long
 
start
,
 
end
;
 
//pocetno i zavrsno vreme

    
50
	        
int
 
itemsetNumber
=
0
;
 
//trenutna stavka koja se posmatra

    
51
	        

    
52
	        
getConfig
;

    
53
	

    
54
	        
System
.
out
.
println
(
"Apriori algoritam je startovan\n"
);

    
55
	

    
56
	        
//startovanje tajmera

    
57
	        
d
 
=
 
new
 
Date
;

    
58
	        
start
 
=
 
d
.
getTime
;

    
59
	

    
60
	        
//sve dok se ne zavrsi

    
61
	        
do

    
62
	        
{

    
63
	            
//uvecaj posmatrani broj stavki

    
64
	            
itemsetNumber
++
;

    
65
	

    
66
	            
//generisi kandidate

    
67
	            
generateCandidates
(
itemsetNumber
);

    
68
	

    
69
	            
//odredi i prikazi ceste skupove stavki

    
70
	            
calculateFrequentItemsets
(
itemsetNumber
);

    
71
	            
if
(
candidates
.
size

!=
0
)

    
72
	            
{

    
73
	                
System
.
out
.
println
(
"Frequent "
 
+
 
itemsetNumber
 
+
 
"-itemsets"
);

    
74
	                
System
.
out
.
println
(
candidates
);

    
75
	            
}

    
76
	        
//ako postoji <=1 cestih stavki, tada je kraj

    
77
	        
}
while
(
candidates
.
size

>
1
);

    
78
	

    
79
	        
//zavrsi tajmer

    
80
	        
d
 
=
 
new
 
Date
;

    
81
	        
end
 
=
 
d
.
getTime
;

    
82
	

    
83
	        
//prikazi proteklo vreme

    
84
	        
System
.
out
.
println
(
"Execution time is: "
+
((
double
)(
end
-
start
)
/
1000
)
 
+
 
" seconds."
);

    
85
	    
}

    
86
	

    
87
	    
//************************************************************************

    
88
	    
// Ime metode  : getInput

    
89
	    
// Namena      : uzmi korisnikov ulaz iz datoteke System.in

    
90
	    
// Parametri   : Nema

    
91
	    
// Vraca       : Pocetna vrednost korisnikovog ulaza

    
92
	    
//************************************************************************

    
93
	    
public
 
static
 
String
 
getInput


    
94
	    
{

    
95
	        
String
 
input
=
""
;

    
96
	        
//citaj iz System.in

    
97
	        
BufferedReader
 
reader
 
=
 
new
 
BufferedReader
(
new
 
InputStreamReader
(
System
.
in
));

    
98
	

    
99
	        
//pokusaj da uzmes korisnikov ulaz, u slucaju greske stampaj poruku

   
100
	        
try

   
101
	        
{

   
102
	            
input
 
=
 
reader
.
readLine
;

   
103
	        
}

   
104
	        
catch
 
(
Exception
 
e
)

   
105
	        
{

   
106
	            
System
.
out
.
println
(
e
);

   
107
	        
}

   
108
	        
return
 
input
;

   
109
	    
}

   
110
	

   
111
	    
//************************************************************************

   
112
	    
// Ime metode  : getConfig

   
113
	    
// Namena      : izimanje konfiguracionih informacija (config filename, transaction filename)

   
114
	    
//             : configFile i transaFile ce se menjati najverovatnije

   
115
	    
// Parametri   : Nema

   
116
	    
// Vraca       : Nema

   
117
	    
//************************************************************************

   
118
	    
private
 
void
 
getConfig


   
119
	    
{

   
120
	        
FileWriter
 
fw
;

   
121
	        
BufferedWriter
 
file_out
;

   
122
	

   
123
	        
String
 
input
=
""
;

   
124
	        
//ukoliko zelimo da menjamo konfiguraciju

   
125
	        
System
.
out
.
println
(
"Default Configuration: "
);

   
126
	        
System
.
out
.
println
(
"\tRegular transaction file with '"
 
+
 
itemSep
 
+
 
"' item separator."
);

   
127
	        
System
.
out
.
println
(
"\tConfig File: "
 
+
 
configFile
);

   
128
	        
System
.
out
.
println
(
"\tTransa File: "
 
+
 
transaFile
);

   
129
	        
System
.
out
.
println
(
"\tOutput File: "
 
+
 
outputFile
);

   
130
	        
System
.
out
.
println
(
"\nPress 'C' to change the item separator, configuration file and transaction files"
);

   
131
	        
System
.
out
.
print
(
"or any other key to continue.  "
);

   
132
	        
input
=
getInput
;

   
133
	

   
134
	        
if
(
input
.
compareToIgnoreCase
(
"c"
)
==
0
)

   
135
	        
{

   
136
	            
System
.
out
.
print
(
"Enter new transaction filename (return for '"
+
transaFile
+
"'): "
);

   
137
	            
input
=
getInput
;

   
138
	            
if
(
input
.
compareToIgnoreCase
(
""
)
!=
0
)

   
139
	                
transaFile
=
input
;

   
140
	

   
141
	            
System
.
out
.
print
(
"Enter new configuration filename (return for '"
+
configFile
+
"'): "
);

   
142
	            
input
=
getInput
;

   
143
	            
if
(
input
.
compareToIgnoreCase
(
""
)
!=
0
)

   
144
	                
configFile
=
input
;

   
145
	

   
146
	            
System
.
out
.
print
(
"Enter new output filename (return for '"
+
outputFile
+
"'): "
);

   
147
	            
input
=
getInput
;

   
148
	            
if
(
input
.
compareToIgnoreCase
(
""
)
!=
0
)

   
149
	                
outputFile
=
input
;

   
150
	

   
151
	            
System
.
out
.
println
(
"Filenames changed"
);

   
152
	

   
153
	            
System
.
out
.
print
(
"Enter the separating character(s) for items (return for '"
+
itemSep
+
"'): "
);

   
154
	            
input
=
getInput
;

   
155
	            
if
(
input
.
compareToIgnoreCase
(
""
)
!=
0
)

   
156
	                
itemSep
=
input
;

   
157
	

   
158
	

   
159
	        
}

   
160
	

   
161
	        
try

   
162
	        
{

   
163
	             
FileInputStream
 
file_in
 
=
 
new
 
FileInputStream
(
configFile
);

   
164
	             
BufferedReader
 
data_in
 
=
 
new
 
BufferedReader
(
new
 
InputStreamReader
(
file_in
));

   
165
	             
//broj stavki

   
166
	             
numItems
=
Integer
.
valueOf
(
data_in
.
readLine
).
intValue
;

   
167
	

   
168
	             
//broj transakcija

   
169
	             
numTransactions
=
Integer
.
valueOf
(
data_in
.
readLine
).
intValue
;

   
170
	

   
171
	             
//minsup

   
172
	             
minSup
=
(
Double
.
valueOf
(
data_in
.
readLine
).
doubleValue
);

   
173
	

   
174
	             
//izlazna informacija za korisnika

   
175
	             
System
.
out
.
print
(
"\nInput configuration: "
+
numItems
+
" items, "
+
numTransactions
+
" transactions, "
);

   
176
	             
System
.
out
.
println
(
"minsup = "
+
minSup
+
"%"
);

   
177
	             
System
.
out
.
println
;

   
178
	             
minSup
/=
100.0
;

   
179
	

   
180
	            
oneVal
 
=
 
new
 
String
[
numItems
]
;

   
181
	            
System
.
out
.
print
(
"Enter 'y' to change the value each row recognizes as a '1':"
);

   
182
	            
if
(
getInput
.
compareToIgnoreCase
(
"y"
)
==
0
)

   
183
	            
{

   
184
	                
for
(
int
 
i
=
0
;
 
i
<
oneVal
.
length
;
 
i
++
)

   
185
	                
{

   
186
	                    
System
.
out
.
print
(
"Enter value for column #"
 
+
 
(
i
+
1
)
 
+
 
": "
);

   
187
	                    
oneVal
[
i
]
 
=
 
getInput
;

   
188
	                
}

   
189
	            
}

   
190
	            
else

   
191
	                
for
(
int
 
i
=
0
;
 
i
<
oneVal
.
length
;
 
i
++
)

   
192
	                    
oneVal
[
i
]=
"1"
;

   
193
	

   
194
	            
//kreiranje izlaznog fajla

   
195
	            
fw
=
 
new
 
FileWriter
(
outputFile
);

   
196
	            
file_out
 
=
 
new
 
BufferedWriter
(
fw
);

   
197
	            
//stavljanje broja transakcije u izlazni fajl

   
198
	            
file_out
.
write
(
numTransactions
 
+
 
"\n"
);

   
199
	            
file_out
.
write
(
numItems
 
+
 
"\n******\n"
);

   
200
	            
file_out
.
close
;

   
201
	        
}

   
202
	        
//u slucaju greske stampati poruku

   
203
	        
catch
(
IOException
 
e
)

   
204
	        
{

   
205
	            
System
.
out
.
println
(
e
);

   
206
	        
}

   
207
	    
}

   
208
	

   
209
	    
//************************************************************************

   
210
	    
// Ime metode  : generateCandidates

   
211
	    
// Namena      : Generise sve moguce kandidate za e n skupova stavki

   
212
	    
//             : ovi kandidati su smesteni u vektor klasu kandidata

   
213
	    
// Parametri   : n - celobrojna vrednost koja reprezentuje skup stavki koji ce se kreirati

   
214
	    
// Vraca       : Nista

   
215
	    
//************************************************************************

   
216
	    
private
 
void
 
generateCandidates
(
int
 
n
)

   
217
	    
{

   
218
	        
Vector
<
String
>
 
tempCandidates
 
=
 
new
 
Vector
<
String
>
;
 
//privremeni kandidati u string vektoru

   
219
	        
String
 
str1
,
 
str2
;
 
//stringovi koji ce se koristiti za poredjenje

   
220
	        
StringTokenizer
 
st1
,
 
st2
;
 

   
221
	

   
222
	        
//u slucaju prvog skupa kandidati su samo brojevi

   
223
	        
if
(
n
==
1
)

   
224
	        
{

   
225
	            
for
(
int
 
i
=
1
;
 
i
<=
numItems
;
 
i
++
)

   
226
	            
{

   
227
	                
tempCandidates
.
add
(
Integer
.
toString
(
i
));

   
228
	            
}

   
229
	        
}

   
230
	        
else
 
if
(
n
==
2
)
 
//drugi skup stavki predstavlja samo sve kombinacije prvog skupa stavki

   
231
	        
{

   
232
	            
//dodavanje stavki iz prethodnih cestih skupova staki zajedno

   
233
	            
for
(
int
 
i
=
0
;
 
i
<
candidates
.
size
;
 
i
++
)

   
234
	            
{

   
235
	                
st1
 
=
 
new
 
StringTokenizer
(
candidates
.
get
(
i
));

   
236
	                
str1
 
=
 
st1
.
nextToken
;

   
237
	                
for
(
int
 
j
=
i
+
1
;
 
j
<
candidates
.
size
;
 
j
++
)

   
238
	                
{

   
239
	                    
st2
 
=
 
new
 
StringTokenizer
(
candidates
.
elementAt
(
j
));

   
240
	                    
str2
 
=
 
st2
.
nextToken
;

   
241
	                    
tempCandidates
.
add
(
str1
 
+
 
" "
 
+
 
str2
);

   
242
	                
}

   
243
	            
}

   
244
	        
}

   
245
	        
else

   
246
	        
{

   
247
	            
//za svaki skup stavki

   
248
	            
for
(
int
 
i
=
0
;
 
i
<
candidates
.
size
;
 
i
++
)

   
249
	            
{

   
250
	                
//poredi sa sledecim skupom stavki

   
251
	                
for
(
int
 
j
=
i
+
1
;
 
j
<
candidates
.
size
;
 
j
++
)

   
252
	                
{

   
253
	                    
//kreiranje stringova

   
254
	                    
str1
 
=
 
new
 
String
;

   
255
	                    
str2
 
=
 
new
 
String
;

   
256
	                    
//kreiranje tokena

   
257
	                    
st1
 
=
 
new
 
StringTokenizer
(
candidates
.
get
(
i
));

   
258
	                    
st2
 
=
 
new
 
StringTokenizer
(
candidates
.
get
(
j
));

   
259
	

   
260
	                    
//kreiraj string od prvih n-2 tokena stringa

   
261
	                    
for
(
int
 
s
=
0
;
 
s
<
n
-
2
;
 
s
++
)

   
262
	                    
{

   
263
	                        
str1
 
=
 
str1
 
+
 
" "
 
+
 
st1
.
nextToken
;

   
264
	                        
str2
 
=
 
str2
 
+
 
" "
 
+
 
st2
.
nextToken
;

   
265
	                    
}

   
266
	

   
267
	                    
//ukoliko imaju istih n-2 tokena, dodaj ih zajedno

   
268
	                    
if
(
str2
.
compareToIgnoreCase
(
str1
)
==
0
)

   
269
	                        
tempCandidates
.
add
((
str1
 
+
 
" "
 
+
 
st1
.
nextToken

 
+
 
" "
 
+
 
st2
.
nextToken
).
trim
);

   
270
	                
}

   
271
	            
}

   
272
	        
}

   
273
	        
//brisanje starih kandidata

   
274
	        
candidates
.
clear
;

   
275
	        
//postavi nove kandidate

   
276
	        
candidates
 
=
 
new
 
Vector
<
String
>
(
tempCandidates
);

   
277
	        
tempCandidates
.
clear
;

   
278
	    
}

   
279
	

   
280
	    
//************************************************************************

   
281
	    
// Ime metode  : calculateFrequentItemsets

   
282
	    
// Namena      : Odredjivanje koji kandidati su cesti u n-tom skupu stavki

   
283
	    
//              : od svih mogucih kandidata

   
284
	    
// Parametri   : n - celobrojna reprezentacija trenutnog skupa stavki koji se evaluira

   
285
	    
// Vraca       : Nista

   
286
	    
//************************************************************************

   
287
	    
private
 
void
 
calculateFrequentItemsets
(
int
 
n
)

   
288
	    
{

   
289
	        
Vector
<
String
>
 
frequentCandidates
 
=
 
new
 
Vector
<
String
>
;
 
//cesti kandidati za trenutni skup stavki

   
290
	        
FileInputStream
 
file_in
;
 
//fajl ulazni stream

   
291
	        
BufferedReader
 
data_in
;
 
//izlazni stream za podatke

   
292
	        
FileWriter
 
fw
;

   
293
	        
BufferedWriter
 
file_out
;

   
294
	

   
295
	        
StringTokenizer
 
st
,
 
stFile
;
 
//token za kandidate i transakcije

   
296
	        
boolean
 
match
;
 
//da li transakcija ima sve stavke u jednom skupu stavki

   
297
	        
boolean
 
trans
[]
 
=
 
new
 
boolean
[
numItems
]
;
 
//niz koji sadrzi transakcije koje ce biti proverene

   
298
	        
int
 
count
[]
 
=
 
new
 
int
[
candidates
.
size

]
;
 
//broj uspesnih poredjenja

   
299
	

   
300
	        
try

   
301
	        
{

   
302
	                
//izlazni fajl

   
303
	                
fw
=
 
new
 
FileWriter
(
outputFile
,
 
true
);

   
304
	                
file_out
 
=
 
new
 
BufferedWriter
(
fw
);

   
305
	                
//ucitavanje transakcionog fajla

   
306
	                
file_in
 
=
 
new
 
FileInputStream
(
transaFile
);

   
307
	                
data_in
 
=
 
new
 
BufferedReader
(
new
 
InputStreamReader
(
file_in
));

   
308
	

   
309
	                
//za svaku transakciju

   
310
	                
for
(
int
 
i
=
0
;
 
i
<
numTransactions
;
 
i
++
)

   
311
	                
{

   
312
	                  

   
313
	                    
stFile
 
=
 
new
 
StringTokenizer
(
data_in
.
readLine
,
 
itemSep
);
 
//citanje linije iz fajla za token

   
314
	                    
//stavljanje sadrzaja te linije u transakcioni niz

   
315
	                    
for
(
int
 
j
=
0
;
 
j
<
numItems
;
 
j
++
)

   
316
	                    
{

   
317
	                        
trans
[
j
]=
(
stFile
.
nextToken
.
compareToIgnoreCase
(
oneVal
[
j
]
)
==
0
);
 
//ako nije nula dodeli vrednost tacno

   
318
	                    
}

   
319
	

   
320
	                    
//proveri svakog kandidata

   
321
	                    
for
(
int
 
c
=
0
;
 
c
<
candidates
.
size
;
 
c
++
)

   
322
	                    
{

   
323
	                        
match
 
=
 
false
;
 
//resetovanje match na netacno

   
324
	                        

   
325
	                        
st
 
=
 
new
 
StringTokenizer
(
candidates
.
get
(
c
));

   
326
	                        
//proveri za svaku stavku u skupu stavki da li je prisutna u transakciji

   
327
	                        
while
(
st
.
hasMoreTokens
)

   
328
	                        
{

   
329
	                            
match
 
=
 
(
trans
[
Integer
.
valueOf
(
st
.
nextToken
)
-
1
]
);

   
330
	                            
if
(
!
match
)
 
//ukoliko nije prisutna u transakciji prestani sa provrom

   
331
	                                
break
;

   
332
	                        
}

   
333
	                        
if
(
match
)
 
//ukoliko je sada uspesno poredjenje uvecaj brojac

   
334
	                            
count
[
c
]++
;

   
335
	                    
}

   
336
	

   
337
	                
}

   
338
	                
for
(
int
 
i
=
0
;
 
i
<
candidates
.
size
;
 
i
++
)

   
339
	                
{

   
340
	                   

   
341
	                    
//ukoliko brojac nije veci od minimalne podrske dodaj kandidata u cesti skup stavki

   
342
	                    
if
((
count
[
i
]/
(
double
)
numTransactions
)
>=
minSup
)

   
343
	                    
{

   
344
	                        
frequentCandidates
.
add
(
candidates
.
get
(
i
));

   
345
	                        
//prosledi cest skup stavki u izlazni fajl

   
346
	                        
file_out
.
write
(
candidates
.
get
(
i
)
 
+
 
","
 
+
 
count
[
i
]/
(
double
)
numTransactions
 
+
 
"\n"
);

   
347
	                    
}

   
348
	                
}

   
349
	                
file_out
.
write
(
"-\n"
);

   
350
	                
file_out
.
close
;

   
351
	        
}

   
352
	        
//ukoliko dodje do greske stampaj je na izlazu

   
353
	        
catch
(
IOException
 
e
)

   
354
	        
{

   
355
	            
System
.
out
.
println
(
e
);

   
356
	        
}

   
357
	        
//brisanje starih kandidata

   
358
	        
candidates
.
clear
;

   
359
	        
//novi kandidati su stari cesti kandidati

   
360
	        
candidates
 
=
 
new
 
Vector
<
String
>
(
frequentCandidates
);

   
361
	        
frequentCandidates
.
clear
;

   
362
	    
}

   
363
	
}

```

### Пример
| ИД Трансакције | Елементи                    |
| -------------- | --------------------------- |
| T100           | хлеб, млеко, кикирики       |
| T200           | млеко, jaja                 |
| T300           | млеко, пиво                 |
| T400           | хлеб, млеко, jaja           |
| T500           | хлеб, пиво                  |
| T600           | млеко, пиво                 |
| T700           | хлеб, пиво                  |
| T800           | хлеб, млеко, пиво, кикирики |
| T900           | хлеб, млеко, пиво           |

Чести једночлани скупови ставки
| Скупови ставки | Подршка (Support) |
| -------------- | ----------------- |
| {хлеб}         | 6                 |
| {млеко}        | 7                 |
| {пиво}         | 6                 |
| {jaja}         | 2                 |
| {кикирики}     | 2                 |

L1 = {хлеб, млеко, пиво, jaja, кикирики}
Чести двочлани скупови ставки
Корак уједињавања
| Скупови ставки    | Подршка |
| ----------------- | ------- |
| {хлеб, млеко}     | 4       |
| {хлеб, пиво}      | 4       |
| {хлеб, jaja}      | 1       |
| {хлеб, кикирики}  | 2       |
| {млеко, пиво}     | 4       |
| {млеко, jaja}     | 2       |
| {млеко, кикирики} | 2       |
| {пиво, jaja}      | 0       |
| {пиво, кикирики}  | 1       |
| {jaja, кикирики}  | 0       |

{\displaystyle C_{2}}
{\displaystyle C_{2}>min.supp}
| Скупови ставки    | Подршка |
| ----------------- | ------- |
| {хлеб, млеко}     | 4       |
| {хлеб, пиво}      | 4       |
| {хлеб, кикирики}  | 2       |
| {млеко, пиво}     | 4       |
| {млеко, jaja}     | 2       |
| {млеко, кикирики} | 2       |

{\displaystyle L_{2}}
Чести трочлани скупови ставки
Корак уједињавања
| Скупови ставки          |
| ----------------------- |
| {хлеб, млеко, пиво}     |
| {хлеб, млеко, кикирики} |
| {хлеб, пиво, кикирики}  |
| {млеко, пиво, jaja}     |
| {млеко, пиво, кикирики} |
| {млеко, jaja, кикирики} |

Корак прочишћавања
| Скупови ставки          | Подршка |
| ----------------------- | ------- |
| {хлеб, млеко, пиво}     | 2       |
| {хлеб, млеко, кикирики} | 2       |

{\displaystyle C_{3}>min.supp}
| Скупови ставки          | Подршка |
| ----------------------- | ------- |
| {хлеб, млеко, пиво}     | 2       |
| {хлеб, млеко, кикирики} | 2       |

{\displaystyle L_{3}>min.supp}
Корак уједињавања
| Скупови ставки          |
| ----------------------- |
| {хлеб, млеко, кикирики} |

{\displaystyle C_{4}^{'}}
Корак прочишћавања {\displaystyle \rightarrow \{\}=C_{4}}

## Временска сложеност
Временска сложеност априори алгоритма дата је следећим изразом:
{\displaystyle O(\sum _{k}^{K}|C_{k}|np)}
Где је |Ck| број кандидата даљине к, К максимална даљина правила, n укупни број трансакција и p број различитих елемената који се појављују у трансакцијама. Из израза је очигледно да се на временско извођење алгоритма може утицати на више начина:
- Ограничавање броја кандидата у свакој од итерација алгоритма – To се постиже подешавањем параметра Supp (минимални значај правила). Ако се тај параметар постави премали онда се излажемо опасности да број кандидата Ck у свакој итерацији алгоритма буде превелики тако да алгоритам не буде изводљив у реалном времену, a ако се постави велики онда се може догодити да се не пронађе нити једно правило које задовољава постављени услов. Због тога је код имплементације апликација које користе априори алгоритам за проналажење правила придруживања добро одредити границе у којима се може кретати минимални износ значаја. Te границе се одређују експериментално a условљене су бројем различитих елемената који се појављују у трансакцијама те бројем трансакција.

- Ограничавање максималне дуљине правила К – У пракси нас обично интересирају правила мањих дуљина (обично не више од 5). Правила с већим бројем елемената обично имају занемарљиве значаје у односу на правила с мањим бројем елемената.

- Смањивање броја трансакција које се анализирају n – Ово се постиже узимањем репрезентативног узорка из цијелог скупа података. Том приликом треба бити опрезан и стварно се осигурати да је узорак репрезентативан иначе се добијени резултати не могу односити на целу популацију.

- Смањивање броја различитих елемената p – Према једнакости овај параметар утиче на вријеме извођења алгоритма експлицитно и имплицитно тако што утјече на број кандидата за велике itemsetove у свакој итерацији алгоритма. На њега се може утицати увођењем одговарајућe таксономије при чему се елементи могу груписати у више група (или класа) према својим својствима. Одабирање добре таксономије може имати драстичан утицај на скраћивање времена извођења алгоритма a уз истодобно задржавање основних законитости због којих се правила придруживања уопште и анализирају. На пример информација o куповини пива и чипса заједно из правила (“Чили Чипс” {\displaystyle \rightarrow } “Јелен пиво”) у правилу (“Чипс” {\displaystyle \rightarrow } “Пиво”) је сачувана. Наравно део информације o врсти чипса и пива који се купују заједно је овим путем изгубљен a то је цена која се плаћa за убрзавање извођења алгоритма. Уколико се начини добра таксономија могу се бирати нивои на којима се врши анализа података у зависности од специфичног интереса аналитичара.

## Закључак
Истраживање асоцијативних правила производи огромну количину правила, од којих је већина редундантна. Да бисмо видели априори алгоритам у пуном светлу, потребна нам је велика база података и велико знање o природи проблема.